# Diocese de San Marcos de Arica
A Diocese de San Marcos de Arica (em latim: Dioecesis Sancti Marci Aricensis) é uma diocese localizada na cidade de Arica, pertencente a Arquidiocese de Antofagasta no Chile. Foi fundada em 17 de fevereiro de 1959 pelo Papa João XXIII. Com uma população católica de 106.300 habitantes, sendo 54,9% da população total, possui 23 paróquias com dados de 2017.

## História
A Diocese de San Marcos de Arica foi criada em 17 de fevereiro de 1959 pela cisão da  Diocese de Iquique. Originalmente foi criada como sendo Prelazia Territorial de Arica, porém em 29 de agosto de 1986 foi elevada a condição de diocese. 

## Lista de bispos
A seguir uma lista de bispos e prelados  desde a criação da prelazia em  em 1959. Em 1986 foi elevada à condição de diocese. 
|          | Nome                                  | Período    | Notas                   |
| Bispos   | Bispos                                | Bispos     | Bispos                  |
| -------- | ------------------------------------- | ---------- | ----------------------- |
| 4º       | Moises Carlos Atisha Contreras        | 2014-atual |                         |
| 3º       | Héctor Eduardo Vargas Bastidas, S.D.B | 2003-2013  | Nomeado bispo de Temuco |
| 2º       | Renato Hasche Sánchez, S.J            | 1993-2003  |                         |
| 1º       | Ramón Salas Valdés, S.J               | 1986-1993  |                         |
| Prelados |                                       |            |                         |
| 1º       | Ramón Salas Valdés, S.J               | 1963-1986  |                         |